# Antigua i Barbuda na Letnich Igrzyskach Olimpijskich 2024
Antigua i Barbuda na Letnich Igrzyskach Olimpijskich 2024 – reprezentacja Antigui i Barbudy na Letnich Igrzyskach Olimpijskich 2024, odbywających się w dniach 26 lipca – 11 sierpnia w Paryżu. W zmaganiach wzięło udział 5 sportowców – 3 mężczyzn i 2 kobiety. Reprezentanci Antigui i Barbudy po raz 12. wzięli udział w letnich igrzyskach olimpijskich.

## Skład

### Lekkoatletyka
| Zawodnik      | Konkurencja       | Preeliminacje | Preeliminacje | Eliminacje | Eliminacje | Półfinał | Półfinał | Finał | Finał   | Źródło |
| Zawodnik      | Konkurencja       | Czas          | Pozycja       | Czas       | Pozycja    | Czas     | Pozycja  | Czas  | Pozycja | Źródło |
| ------------- | ----------------- | ------------- | ------------- | ---------- | ---------- | -------- | -------- | ----- | ------- | ------ |
| Cejhae Greene | bieg na 100 m (m) | 10,17         | 4.            | NQ         | NQ         | NQ       | NQ       | NQ    | NQ      | [ 2 ]  |
| Joella LLoyd  | bieg na 100 m (k) | 11,37         | 7.            | NQ         | NQ         | NQ       | NQ       | NQ    | NQ      | [ 3 ]  |

### Pływanie
| Zawodnik       | Konkurencja                 | Eliminacje | Eliminacje | Półfinał | Półfinał | Finał | Finał   | Źródło      |
| Zawodnik       | Konkurencja                 | Czas       | Pozycja    | Czas     | Pozycja  | Czas  | Pozycja | Źródło      |
| -------------- | --------------------------- | ---------- | ---------- | -------- | -------- | ----- | ------- | ----------- |
| Ellie Shaw     | 100 m stylem klasycznym (k) | 1:14,78    | 35.        | NQ       | NQ       | NQ    | NQ      | [ 4 ] [ 5 ] |
| Jadon Wuilliez | 100 m stylem klasycznym (m) | 1:02,70    | 26.        | NQ       | NQ       | NQ    | NQ      | [ 6 ] [ 7 ] |

### Żeglarstwo
| Zawodnik    | Konkurencja      | Wyścig | Wyścig | Wyścig | Wyścig | Wyścig | Wyścig | Wyścig | Wyścig | Wyścig | Wyścig | Wyścig | Wyścig | Wyścig | Wyścig | Wyścig | Wyścig | Wyścig | Wyścig | Wyścig | Wyścig | Wyścig | Wyścig | Wyścig | Wyścig | Wyścig | Wyścig | Pozycja | Źródło |
| Zawodnik    | Konkurencja      | 1      | 2      | 3      | 4      | 5      | 6      | 7      | 8      | 9      | 10     | 11     | 12     | 13     | 14     | SF1    | SF2    | SF3    | SF4    | SF5    | SF6    | F1     | F2     | F3     | F4     | F5     | F6     | Pozycja | Źródło |
| ----------- | ---------------- | ------ | ------ | ------ | ------ | ------ | ------ | ------ | ------ | ------ | ------ | ------ | ------ | ------ | ------ | ------ | ------ | ------ | ------ | ------ | ------ | ------ | ------ | ------ | ------ | ------ | ------ | ------- | ------ |
| Tiger Tyson | Formuła Kite (m) | 16     | 19     | 19     | 17     | 9      | 18     | 9      | -      | -      | -      | -      | -      | -      | -      | NQ     | NQ     | NQ     | NQ     | NQ     | NQ     | NQ     | NQ     | NQ     | NQ     | NQ     | NQ     | 17.     | [ 8 ]  |